# Эванс, Эдвард, 1-й барон Маунтэванс
Э́двард Рэ́тклифф Гарт Ра́сселл Эванс, 1-й барон Маунтэванс (англ. Edward Ratcliffe Garth Russell Evans, 1st Baron Mountevans; 1880—1957) — адмирал Королевского военно-морского флота Великобритании, участник Первой и Второй мировых войн, особенно прославившийся во время 2-го морского сражения в Дуврском проливе, путешественник — участник двух экспедиций в Антарктиду под руководством Роберта Скотта, трёхкратный кавалер ордена Бани, ордена «За выдающиеся заслуги» и других высоких наград, в том числе иностранных государств, писатель, почётный доктор наук Абердинского университета, почётный член многих географических обществ.

## Ранние годы жизни
Эдвард Эванс (для родных и друзей «Тедди») родился в Лондоне 28 октября 1880 года. Он был вторым из трёх сыновей состоятельного адвоката Фрэнка Эванса и его супруги Элизы (в девичестве Макналти). Несмотря на происхождение из благополучной семьи, в детстве Эдвард был проблемным ребёнком. В возрасте девяти лет он вместе с братьями частенько бродяжничал в лондонском Ист-Энде и даже однажды был задержан полицией за кражу.
В 1890 году родители определили Тедди вместе со старшим братом Джо в школу «Мерчант Тейлорс», из которой годом позже он был отчислен за драки и прогулы. После этого он учился в школе в Кройдоне, куда направлялись на обучение «сложные мальчики», а ещё позже в школе в Майда-Вейле, где у него также были проблемы с дисциплиной, но он постепенно втянулся в учёбу и окончил школу в 14 лет с отличными результатами.
Эдвард Эванс очень хотел стать моряком и ещё во время учёбы в школе безрезультатно пытался поступить кадетом на учебный корабль Королевского флота «Британия». По воле отца в январе 1895 года Эванс начал обучение в мореходном училище Thames Nautical Training College на учебном судне HMS Worcester, которое готовило, преимущественно, будущих офицеров торгового флота. Эванс и там прослыл отъявленным хулиганом, однако к середине второго курса остепенился и даже заработал репутацию способного и старательного, хотя и недисциплинированного курсанта. Кульминацией его стараний в учёбе стало направление для дальнейшего прохождения службы в Королевский военно-морской флот.
В начале 1897 года Эванс в звании мичмана получил распределение на бронепалубный крейсер «Хоук», базировавшийся в Средиземном море, во время службы на котором зарекомендовал себя исполнительным и выдержанным моряком. В августе Эванс серьёзно заболел бруцеллёзом, выпив заражённого молока, и был на три месяца отправлен домой на лечение. Во время восстановления после болезни Эванс начал усиленно заниматься спортом, часами плавая в море и совершая многокилометровые прогулки. Эта страсть к спорту не утихла в нём и десятилетия спустя. По возвращении на службу он был назначен на эскадренный броненосец HMS Repulse, а затем на шлюп HMS Dolphin, во время службы на котором сдал экзамены и получил первое офицерское звание сублейтенанта. С 1900 по 1902 год Эванс учился в Королевском военно-морском колледже в Гринвиче. Учёба была ненадолго прервана назначением на эскадренный броненосец HMS Majestic, на котором в то же время служил лейтенант Роберт Фолкон Скотт.

## Путешествия в Антарктиду

### 1901—1904

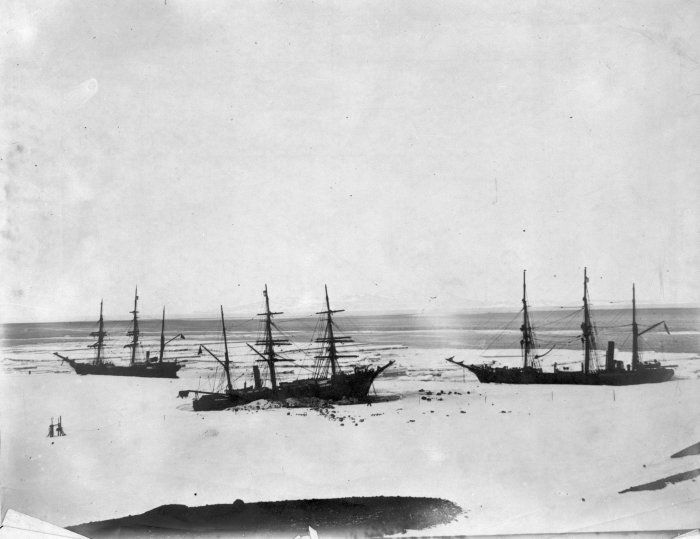
Дискавери, Монинг и Терра Нова в проливе Мак-Мёрдо. Февраль 1904

В начале 1902 года Эванс был откомандирован с флота и назначен на должность второго помощника капитана китобойной шхуны SY Morning («Монинг») — вспомогательного судна первой антарктической экспедиции Роберта Скотта, кроме того, выполнявшего собственную научную программу. «Монинг» вышла из Лондона в июле 1902 года с грузом дополнительного оборудования, продовольствия и т. п. и в декабре достигла острова Росса, на котором на полуострове Хат-Пойнт была организована экспедиционная база Скотта. 2 марта 1903 года судно покинуло Антарктику, забрав нескольких участников экспедиции, в том числе Эрнеста Шеклтона, тяжело заболевшего цингой после похода к Южному полюсу вместе со Скоттом и Эдвардом Уилсоном.
По возвращении в Новую Зеландию Эванс был временно прикомандирован к HMS Phoebe, пока «Монинг» находилась на ремонте. В ноябре 1903 года «Монинг» и ещё одно вспомогательное судно «Терра Нова» вновь отплыли в Антарктику, и в январе 1904 года дошли до острова Росса. Экспедиционное судно Скотта «Дискавери» ещё находилось в ледовом плену (из-за неизвестной ледовой обстановки в проливе Мак-Мердо судно было пришвартовано у Хат-Пойнт и вмерзло в лёд ещё в начале 1902 года). С целью его освобождения было принято решение использовать взрывчатку, чтобы пробить канал через восьмимильное ледовое поле. Эванс был назначен старшим по проведению взрывных работ. 16 февраля 1904 года «Дискавери» удалось освободиться, и в тот же день экспедиция покинула Антарктиду. В знак признания вклада Эдварда Эванса в дело экспедиции его именем Скотт назвал гору.

### 1910—1913

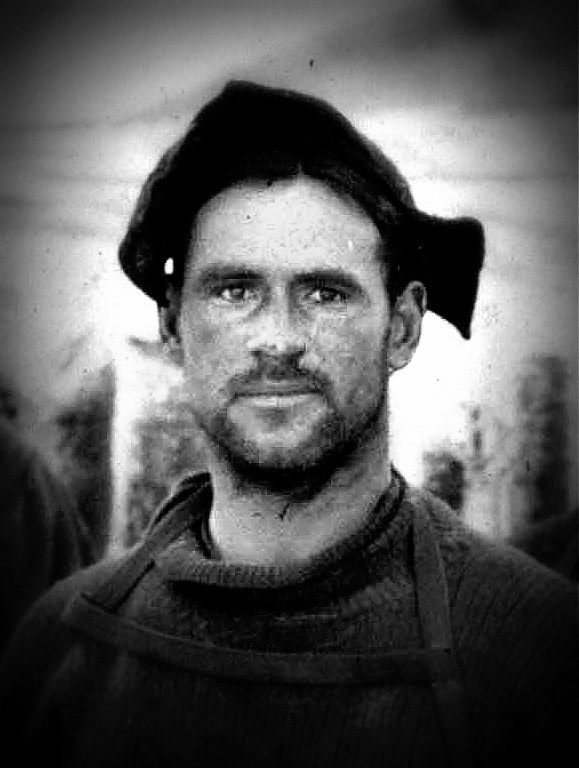
Лейтенант Эдвард Эванс. 1911 год. Фото Герберта Понтинга

Уилсон, Эванс и я пошли к мысу, который я назвал в честь нашего достойного старшего офицера — мысом Эванс.
В 1910 году лейтенант Эдвард Эванс вошёл в состав новой британской антарктической экспедиции под руководством Роберта Скотта и был назначен его заместителем — капитаном экспедиционного судна «Терра Нова». Целью экспедиции, помимо выполнения обширной научной программы, было покорение Южного полюса. В процессе подготовки экспедиции Эванс занимался решением большинства хозяйственных вопросов, связанных с оснащением и подготовкой судна к длительному плаванию, подбором его экипажа. Скотт отвечал главным образом за научную программу экспедиции, а также за вопросы её финансирования.
1 июня 1910 года «Терра-Нова» вышла из Вест-Индских доков Лондона и после продолжительного плавания (с заходом в Кардифф и Новую Зеландию) 4 января 1911 года достигла пролива Мак-Мердо. В качестве основной базы экспедиции Скоттом был выбран мыс на острове Росса в 15 милях севернее полуострова Хат-Пойнт — места базы его предыдущей экспедиции. Это место получило название «мыс Эванс».
Эдвард Эванс решением Скотта стал членом береговой партии, а дальнейшее командование судном было поручено лейтенанту Гарри Пеннелу. В январе-марте 1911 года Эванс принял участие в походе по закладке первого промежуточного склада с продовольствием и топливом для предстоящего похода к полюсу (склада «Одной тонны» — 79°29' южной широты, приблизительно в 200 км от Хат-Пойнт). 16 марта он возглавил непродолжительный поход по пополнению припасов в так называемом «Угловом лагере» (примерно в 50 км от Хат-Пойнт).

После зимовки на мысе Эванс Скотт начал подготовку к походу на Южный полюс. На партию под руководством Эванса (в которую входили моторист Бернард Дэй, кочегар Уильям Лэшли и стюард Ф. Хупер) была возложена задача доставить экспедиционные грузы на мотосанях до склада на 80-м градусе южной широты. Партия выступила 24 октября, однако уже к 1 ноября мотосани (на которые Скотт особо и не рассчитывал) сломались, и партии Эванса пришлось тащить сани с грузом за счёт собственных сил. 15 ноября партия Эванса достигла 80°32’ южной широты, где был заложен «Верхний барьерный склад». После этого Эванс и Лэшли продолжили поход в составе вспомогательных партий Скотта и вплоть до 4 января 1912 года сопровождали его до широты 87°32', после чего Скотт приказал им и Тому Крину возвращаться назад. 
Он сердечно поблагодарил нас за участие в походе, сказал, что ему жаль с нами расставаться.У. Лэшли

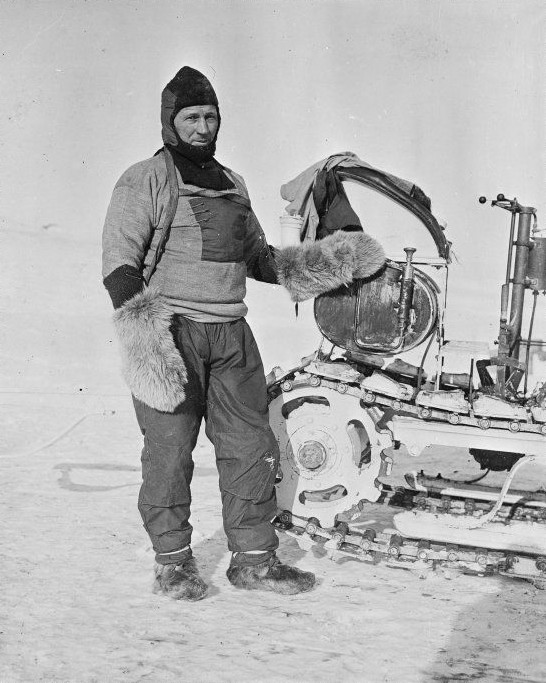
Уильям Лэшли на фоне гусеничных моторных саней. Ноябрь 1911 года

Обратный путь выдался очень тяжёлым и чуть не стоил Эвансу жизни. Уже в начале пути они с Крином сильно страдали от снежной слепоты, а к 22 января Эванс начал жаловаться на усиливавшиеся боли в ногах. Лэшли диагностировал у него раннюю стадию цинги. С 27 января, помимо общей слабости, Эванса начали мучить боли в желудке, а к 1 февраля (ровно на 100-й день похода) он окончательно ослабел и уже не мог тащить сани. Начиная с 9 февраля Эванс едва мог самостоятельно передвигаться, а 13 февраля (примерно в 90 милях от зимовья на Хат-Пойнт) он отдал приказ бросить его, на что Лэшли и Крин ответили категорическим отказом. Как вспоминал Эванс впоследствии, это был «первый и последний мой приказ как офицера флота, который не был выполнен». С 13 февраля Лэшли и Крин везли Эванса на санях. 
При рыхлом снеге и плохой видимости это сложная процедура, довольно мучительная для мистера Эванса, хотя мы изо всех сил стараемся не причинять ему боли; он не жалуется, слышно только, как он скрипит зубами.из дневника Лэшли
 18 февраля, немного не доходя «Углового лагеря», они разбили лагерь, в котором остались Эванс и присматривающий за ним Лэшли, а Том Крин налегке отправился за помощью на мыс Хат-Пойнт. Он прошёл за 18 часов более 45 километров и вызвал помощь умирающему Эвансу (за этот подвиг он позже был награждён медалью Альберта). 22 февраля Эдвард Эванс был благополучно доставлен в хижину на мысе Хат-Пойнт, а затем на «Терра Нове» эвакуирован в Новую Зеландию. Эванс был прикован к постели вплоть до апреля 1912 года.
Из Новой Зеландии Эванс вернулся в Англию, где провёл лето 1912 года, восстанавливая после болезни силы. Он был удостоен встречи с королём Георгом V, который присвоил ему звание коммандера. Осенью Эванс снова принял командование «Терра Новой» и отправился в Антарктику. Корабль достиг пролива Мак-Мердо 18 января 1913 года — в годовщину достижения Скоттом Южного полюса, тогда же Эванс узнал о его судьбе. Он принял на себя руководство экспедицией и организовал её возвращение.
В 1921 году вышла книга Эванса «На юг со Скоттом» (англ. South with Scott), а в 1944 году — книга «Британские полярные исследователи» (англ. British Polar explorers).

Отвечавший за судно Эванс <…> много сделал для того, чтобы сплотить сырой материал в ядро, способное без трений выдержать тяготы почти трёхлетнего пребывания в узком, изолированном от остального мира обществе.— Эпсли Черри-Гаррард

## Военная карьера

### Первая мировая война

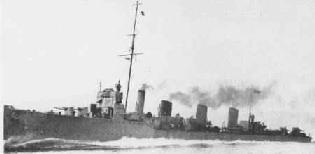
HMS Broke

По возвращении из Антарктики в 1914 году Эдвард Эванс принял командование эсминцем HMS Mohawk, входившим в состав 6-й английской флотилии (Дуврский патруль), на котором нёс службу у берегов Бельгии. С 1915 года командовал эсминцем HMS Viking, а в 1917 году принял командование HMS Broke.
Ночью 20 апреля 1917 года HMS Broke и HMS Swift, патрулировавшие Дуврский пролив у мели Гудвина, подверглись атаке шести германских миноносцев. HMS Swift торпедировал SMS G85, после чего последний затонул, а HMS Broke Эванса протаранил SMS G42, в результате чего корабли сошлись вместе и на них началась рукопашная схватка. После того, как HMS Broke удалось освободится, SMS G42 затонул вместе со всей командой (36 человек). После боя оставшиеся германские корабли повернули назад, а сильно поврежденный Broke был отбуксирован в порт. За этот бой Эванс был повышен в звании до капитана, награждён орденом, а в британской прессе стал известен как «Эванс с „Брока“» (англ. Evans of the Broke). В 1920 году Эванс опубликовал книгу «На страже морей» о своей службе в Дуврском патруле.

### Последующие годы службы

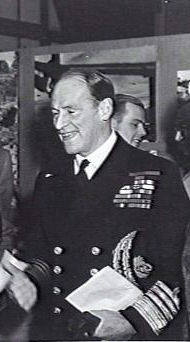
Адмирал Эдвард Эванс, 1944 год

В 1921 году Эванс был отправлен на Китайскую станцию в Юго-Восточной Азии командовать лёгким крейсером HMS Carlisle. В ночь на 3 марта 1921 года сингапурское пассажирское судно SS Hong Moh c 48-ю членами экипажа и 1135-ю пассажирами на борту, направлявшееся в Сямынь, в условиях штормовой погоды и плохой видимости налетело на подводные камни и ночью 4 марта разломилось пополам. С 6 по 8 марта Эванс на HMS Carlisle командовал операцией по спасению выживших. Удалось спасти более двухсот человек, около тысячи погибли (точные данные о количестве погибших и спасённых разнятся).
С 1923 по 1926 год Эванс командовал сторожевым судном HMS Harebell в составе флотилии рыбоохраны, а с 1926 по 1927 год — линейным крейсером HMS Repulse (Атлантический флот). В феврале 1928 года ему было присвоено звание контр-адмирала и он был назначен командующим Австралийской эскадрой. В ноябре 1932 года повышен в звании до вице-адмирала. С 1933 по 1935 годы возглавлял Африканскую станцию (самостоятельное заморское подразделение в составе Королевского флота в африканских водах) (на HMS Dorsetshire, позже на HMS Carlisle). С 1935 по 1939 годы был командующим в Но́ре на борту HMS Pembroke (командующий на этой должности отвечал за защиту входа в порт Лондона и торговое судоходство вдоль восточного побережья Великобритании). 12 июля 1936 года Эдварду Эвансу было присвоено звание адмирала.
В 1940 году Эванс принимал участие в Норвежской кампании. 9 января 1941 года вышел на пенсию.

## Личная жизнь и общественная деятельность
Эдвард Эванс был женат дважды. Его первой женой была Хильда Беатрис Раффл Расселл (англ.  Hilda Beatrice Ruffle Russell). Свадьба состоялась 13 мая 1904 года. Возвращаясь в Англию из Новой Зеландии вместе с мужем после его экспедиции в Антарктику, 18 апреля 1913 года Хильда умерла на борту пассажирского судна SS Otranto от острого перитонита. Во второй раз Эванс женился в 1916 году на норвежке Эльзе Андворд (англ. Elsa Andvord). У них родились двое сыновей: Ричард Эванс, будущий 2-й барон Маунтэванс (1918) и Эдвард Эванс (1924).
С 1936 по 1942 год Эванс был ректором Абердинского университета. После оставления военной службы и до конца Второй мировой войны служил в Лондоне комиссаром по делам гражданской обороны. 12 ноября 1945 года был возведён в пэры как 1-й барон Маунтэванс от Челси.
В 1946 году была издана его книга «Жизнь, полная приключений» (англ.   Adventurous life), в 1950-м «Безлюдная Антарктика» (англ.  The desolate Antarctic), в 1953-м «Арктические пустыни» (англ.  Arctic solitudes).
В 1947 году Эванс возглавил комитет, который формализовал правила реслинга в Великобритании. Эти правила стали известны как «правила адмирала лорда Маунтэванса».
Лорд Маунтэванс умер 20 августа 1957 года в Норвегии. Подробностей о последних годах его жизни нет.

## Награды и почётные звания

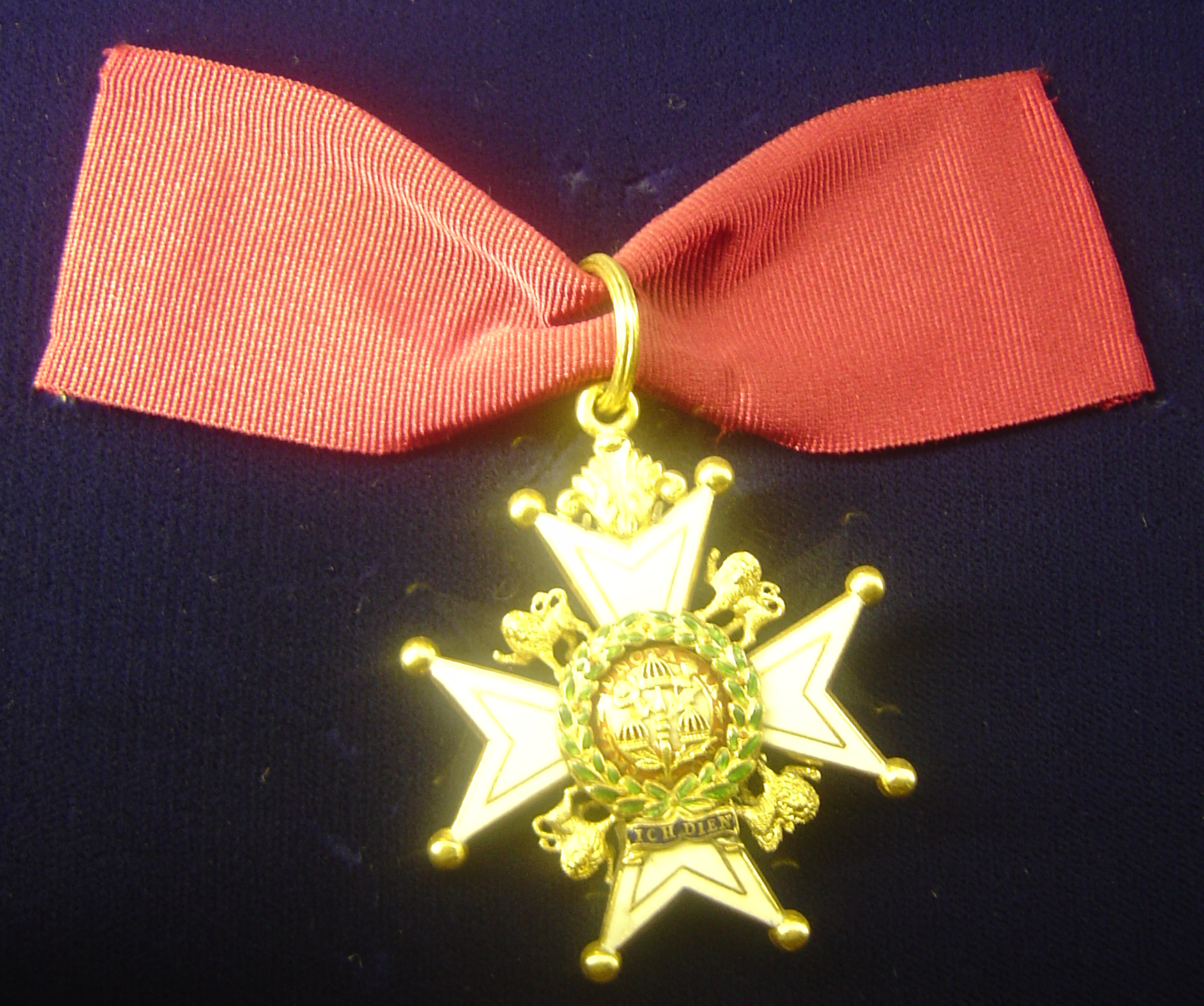
Орден Бани

За многолетнюю безупречную военную службу, а также за вклад в полярные исследования Эдвард Эванс был удостоен почётными званиями и наградами:
- Орден Бани (кавалер — 1913, кавалер — 1932, рыцарь 1935);
- Полярная медаль — 1904[5], 1913;
- Орден Савойи (военный)[англ.] — 1905 (Италия);
- Орден Почётного легиона — 1917 (Франция);
- Орден «За выдающиеся заслуги» — 1917;
- Орден Леопольда I — 1917 (Бельгия);
- Военный крест — 1917 (Франция);
- Военно-морской крест — 1919 (США);
- Орден Башни и Меча — 1919 (Португалия);
- Гражданский крест[англ.] — 1919 (Бельгия);
- Орден Короны — 1921 (Бельгия);
- Медаль «За спасение жизни на море» — 1921;
- Орден Святого Иоанна — 1937;
- Орден Святого Олафа — 1939 (Норвегия).

Он был почётным гражданином Калгари (1914), Дувра (1938), Чатема (1939), лондонского Сити (1945), Челси (1945). За свой вклад в экспедицию Скотта, помимо полярной медали, был удостоен наград Венгрии, Бельгийского королевского географического общества, географических обществ Марселя, Руана и Ньюкасла. Являлся почётным членом многих географических обществ, почётным доктором наук (LLD) Абердинского университета.